# Julen Guerrero
Julen Guerrero López (Portugalete, 7 de janeiro de 1974) é um ex-futebolista basco, tendo atuado como meio-campista ofensivo. Considerado por muitos um dos "últimos românticos" do futebol e um dos maiores ídolos do Athletic Bilbao, por ter recusado diversas propostas multi-milionárias de clubes como  Barcelona, Milan, Manchester United e, principalmente, do Real Madrid, que chegou a oferecer-lhe um cheque em branco. 
Apesar disso, não conseguiu títulos profissionais por seu clube, nem pela seleção espanhola.

## Carreira

### Athletic Bilbao
Tendo jogado toda a sua carreira apenas no Athletic Bilbao, entre 1992 e 2006, tornou-se cultuado no clube, onde tornou-se capitão, dedicando-se exclusivamente ao Athletic, apesar das ofertas de Real Madrid, Barcelona, Atlético de Madrid, Juventus, Lazio e Manchester United. Ajudou a equipe a chegar à segunda colocação na temporada 1997/98 da Liga Espanhola, a melhor colocação do clube desde seu último título, no início dos anos 80. Marcou 116 gols em 430 jogos na equipe basca.
Em julho de 2006, aos 32 anos, Guerrero anunciou sua aposentadoria em emocionada coletiva de imprensa.

## Seleção Espanhola
Pela Seleção da Espanha, debutou em 1993 e jogou seu último jogo em 2000, tendo participado das Copas do Mundo de 1994 (onde marcou um gol) e 1998 e da Eurocopa de 1996. Marcou pela Fúria 13 gols em 41 jogos. Jogou também pela Seleção Basca, não-reconhecida pela FIFA, entre 1993 e 2006.

## Fora dos gramados
Atualmente, é colunista do Eurosport, técnico do time juvenil do Athletic e dono de um restaurante em Bilbao que leva seu nome.